# Ptisana howeana
Ptisana howeana är en kärlväxtart som först beskrevs av Walter Reginald Brook Oliver, och fick sitt nu gällande namn av Murdock. Ptisana howeana ingår i släktet Ptisana och familjen Marattiaceae. Inga underarter finns listade i Catalogue of Life.